# Megaraptora
Megaraptora es un clado extinto de dinosaurios terópodos tetanuranos cuyas relaciones evolutivas son controvertidas. Se tiene constancia de su presencia en diferentes zonas del mundo como Australia, donde se han encontrado los megaraptóridos más antiguos, Asia, Europa (probablemente), África y principalmente Sudamérica, donde se han encontrado la mayoría de los miembros del clado, principalmente en Argentina, aunque en años recientes se han reportado también varios restos óseos en Brasil, país donde ya se han confirmado al menos 2 descubrimientos relacionados con estos dinosaurios, y más recientemente en Chile (Formación Dorotea) en donde se han hallado dientes y otros restos óseos atribuibles a Megaraptora aún sin una descripción oficial.

## Origen
Aunque se desconozca cual es su relación con otros terópodos, los orígenes de los megaraptóridos (una familia dentro de Megaraptora) han sido determinados. Los estudios de los paleontólogos Phil Bell, Steve Salisbury et al. del hallazgo de un megarraptórido aún sin nombre (conocido en los medios de comunicación como "Lightning Claw") procedente de los depósitos de ópalo situados al suroeste de Lightning Ridge, Australia, y que datan de hace 110 millones de años revelan que es posible que los megarraptóridos inicialmente evolucionaron en Australia, para luego expandirse por el resto del antiguo continente de Gondwana en un episodio de radiación evolutiva. Este espécimen también indicó que es posible una posición filogenética alternativa ya sea como tiranosauroideos o carcarodontosáuridos.

## Clasificación
Los estudios filogenéticos llevados a cabo por Benson, Carrano y Brusatte (2010) y Carrano, Benson y Sampson (2012) encontraron que este grupo es una rama de los alosauroideos (específicamente dentro de la familia Neovenatoridae), parte de un gran grupo de carnosaurios que también incluye a los metriacantosáuridos, carcarodontosáuridos y alosáuridos. Esto convertiría a los megaraptoranos en los últimos alosauroideos en extinguirse; al menos algunos miembros del grupo, incluyendo a Orkoraptor, vivieron cerca del final de la era Mesozoica, datando finales de la época del Santoniano del período Cretácico, hace unos 84 millones de años. Por otro lado, Novas et al. (2012), si bien confirmaron que Neovenator estaba cercanamente relacionado con los carcarodontosáuridos, simultáneamente encontraron que Megaraptor y los géneros más relacionados probablemente eran celurosaurios cercanamente relacionados con los tiranosáuridos. El estudio de la anatomía craneana de un espécimen juvenil de Megaraptor sugiere que se incluirían dentro de la superfamilia Tyrannosauroidea. Los análisis del terópodo Gualicho publicados por Apesteguía y colaboradores en 2016 encontraron que los megarraptoranos eran o alosauroideos o celurosaurios basales, y dependiendo de como la anatomía de Gualicho era codificada en los análisis de Carrion' o el de Novas. Esto sugirió que la controversial clasificación de los megaraptoranos se debía más a los análisis incompletos, en lugar de estar reflejando realmente su anatomía.
Más tarde en 2016, Novas y colaboradores publicaron un estudio de la anatomía de mano de los megarraptoranos, en un intento de ayudar a resolver la cuestión de su clasificación. Novas et al. concluyeron que los megarraptoranos carecían de la mayoría de las características claves de los huesos manuales de los celurosaurios, y en cambio tenían muchos rasgos propios de los alosauroideos. Ellos sugirieron por lo tanto que sus estudios anteriores habían sido incorrectos, y que los megarraptoranos eran muy probablemente un grupo avanzado de alosauroideos que habían llegado a evolucionar algunas características de los tiranosauroideos de manera independiente.
El cladograma presentado aquí sigue el análisis de 2010 de Benson, Carrano y Brusatte. Otro estudio publicado más tarde en ese mismo año determinó además que el terópodo australiano Rapator es un megarraptorano extremadamente similar a Australovenator, y la descripción de Siats encontró que también es parte de este grupo.
|  | Australovenator |
|  |                 |
|  | ?Rapator        |
|  |                 |
|  | Fukuiraptor     |
|  |                 |

|  | Aerosteon  |
|  |            |
|  | Megaraptor |
|  |            |

|  | Australovenator |
|  |                 |
|  | ?Rapator        |
|  |                 |
|  | Fukuiraptor     |
|  |                 |

|  | Aerosteon  |
|  |            |
|  | Megaraptor |
|  |            |

|  | Australovenator |
|  |                 |
|  | ?Rapator        |
|  |                 |
|  | Fukuiraptor     |
|  |                 |

|  | Aerosteon  |
|  |            |
|  | Megaraptor |
|  |            |

|  | Australovenator |
|  |                 |
|  | ?Rapator        |
|  |                 |
|  | Fukuiraptor     |
|  |                 |

|  | Aerosteon  |
|  |            |
|  | Megaraptor |
|  |            |

|  | Australovenator |
|  |                 |
|  | ?Rapator        |
|  |                 |
|  | Fukuiraptor     |
|  |                 |

|  | Aerosteon  |
|  |            |
|  | Megaraptor |
|  |            |

|  | Australovenator |
|  |                 |
|  | ?Rapator        |
|  |                 |
|  | Fukuiraptor     |
|  |                 |

|  | Aerosteon  |
|  |            |
|  | Megaraptor |
|  |            |

|  | Australovenator |
|  |                 |
|  | ?Rapator        |
|  |                 |
|  | Fukuiraptor     |
|  |                 |

|  | Aerosteon  |
|  |            |
|  | Megaraptor |
|  |            |

|  | Australovenator |
|  |                 |
|  | ?Rapator        |
|  |                 |
|  | Fukuiraptor     |
|  |                 |

|  | Aerosteon  |
|  |            |
|  | Megaraptor |
|  |            |

Este cladograma es modificado del análisis de Porfiri et al., 2014, el cual encuentra que Eotyrannus es un megaraptorano;
|  | Australovenator |
|  |                 |
|  | Rapator         |
|  |                 |

|  | Orkoraptor                                               |
|  |                                                          |
|  | \| \| Aerosteon \| \| \| \| \| \| Megaraptor \| \| \| \| |
|  |                                                          |
|  | Aerosteon                                                |
|  |                                                          |
|  | Megaraptor                                               |
|  |                                                          |

|  | Aerosteon  |
|  |            |
|  | Megaraptor |
|  |            |

|  | Australovenator |
|  |                 |
|  | Rapator         |
|  |                 |

|  | Orkoraptor                                               |
|  |                                                          |
|  | \| \| Aerosteon \| \| \| \| \| \| Megaraptor \| \| \| \| |
|  |                                                          |
|  | Aerosteon                                                |
|  |                                                          |
|  | Megaraptor                                               |
|  |                                                          |

|  | Aerosteon  |
|  |            |
|  | Megaraptor |
|  |            |

|  | Australovenator |
|  |                 |
|  | Rapator         |
|  |                 |

|  | Orkoraptor                                               |
|  |                                                          |
|  | \| \| Aerosteon \| \| \| \| \| \| Megaraptor \| \| \| \| |
|  |                                                          |
|  | Aerosteon                                                |
|  |                                                          |
|  | Megaraptor                                               |
|  |                                                          |

|  | Aerosteon  |
|  |            |
|  | Megaraptor |
|  |            |

|  | Australovenator |
|  |                 |
|  | Rapator         |
|  |                 |

|  | Orkoraptor                                               |
|  |                                                          |
|  | \| \| Aerosteon \| \| \| \| \| \| Megaraptor \| \| \| \| |
|  |                                                          |
|  | Aerosteon                                                |
|  |                                                          |
|  | Megaraptor                                               |
|  |                                                          |

|  | Aerosteon  |
|  |            |
|  | Megaraptor |
|  |            |

El siguiente cladograma sigue el análisis de Coria y Currie (2016).
|  | Fukuiraptor     |
|  |                 |
|  | Australovenator |
|  |                 |

|  | Megaraptor  |
|  |             |
|  | Murusraptor |
|  |             |
|  | Aerosteon   |
|  |             |
|  | Orkoraptor  |
|  |             |

|  | Fukuiraptor     |
|  |                 |
|  | Australovenator |
|  |                 |

|  | Megaraptor  |
|  |             |
|  | Murusraptor |
|  |             |
|  | Aerosteon   |
|  |             |
|  | Orkoraptor  |
|  |             |

|  | Fukuiraptor     |
|  |                 |
|  | Australovenator |
|  |                 |

|  | Megaraptor  |
|  |             |
|  | Murusraptor |
|  |             |
|  | Aerosteon   |
|  |             |
|  | Orkoraptor  |
|  |             |

|  | Fukuiraptor     |
|  |                 |
|  | Australovenator |
|  |                 |

|  | Megaraptor  |
|  |             |
|  | Murusraptor |
|  |             |
|  | Aerosteon   |
|  |             |
|  | Orkoraptor  |
|  |             |

|  | Fukuiraptor     |
|  |                 |
|  | Australovenator |
|  |                 |

|  | Megaraptor  |
|  |             |
|  | Murusraptor |
|  |             |
|  | Aerosteon   |
|  |             |
|  | Orkoraptor  |
|  |             |

|  | Fukuiraptor     |
|  |                 |
|  | Australovenator |
|  |                 |

|  | Megaraptor  |
|  |             |
|  | Murusraptor |
|  |             |
|  | Aerosteon   |
|  |             |
|  | Orkoraptor  |
|  |             |

|  | Fukuiraptor     |
|  |                 |
|  | Australovenator |
|  |                 |

|  | Megaraptor  |
|  |             |
|  | Murusraptor |
|  |             |
|  | Aerosteon   |
|  |             |
|  | Orkoraptor  |
|  |             |

|  | Fukuiraptor     |
|  |                 |
|  | Australovenator |
|  |                 |

|  | Megaraptor  |
|  |             |
|  | Murusraptor |
|  |             |
|  | Aerosteon   |
|  |             |
|  | Orkoraptor  |
|  |             |

|  | Fukuiraptor     |
|  |                 |
|  | Australovenator |
|  |                 |

|  | Megaraptor  |
|  |             |
|  | Murusraptor |
|  |             |
|  | Aerosteon   |
|  |             |
|  | Orkoraptor  |
|  |             |

|  | Fukuiraptor     |
|  |                 |
|  | Australovenator |
|  |                 |

|  | Megaraptor  |
|  |             |
|  | Murusraptor |
|  |             |
|  | Aerosteon   |
|  |             |
|  | Orkoraptor  |
|  |             |

|  | Fukuiraptor     |
|  |                 |
|  | Australovenator |
|  |                 |

|  | Megaraptor  |
|  |             |
|  | Murusraptor |
|  |             |
|  | Aerosteon   |
|  |             |
|  | Orkoraptor  |
|  |             |

|  | Fukuiraptor     |
|  |                 |
|  | Australovenator |
|  |                 |

|  | Megaraptor  |
|  |             |
|  | Murusraptor |
|  |             |
|  | Aerosteon   |
|  |             |
|  | Orkoraptor  |
|  |             |

|  | Fukuiraptor     |
|  |                 |
|  | Australovenator |
|  |                 |

|  | Megaraptor  |
|  |             |
|  | Murusraptor |
|  |             |
|  | Aerosteon   |
|  |             |
|  | Orkoraptor  |
|  |             |

|  | Fukuiraptor     |
|  |                 |
|  | Australovenator |
|  |                 |

|  | Megaraptor  |
|  |             |
|  | Murusraptor |
|  |             |
|  | Aerosteon   |
|  |             |
|  | Orkoraptor  |
|  |             |

|  | Fukuiraptor     |
|  |                 |
|  | Australovenator |
|  |                 |

|  | Megaraptor  |
|  |             |
|  | Murusraptor |
|  |             |
|  | Aerosteon   |
|  |             |
|  | Orkoraptor  |
|  |             |

|  | Fukuiraptor     |
|  |                 |
|  | Australovenator |
|  |                 |

|  | Megaraptor  |
|  |             |
|  | Murusraptor |
|  |             |
|  | Aerosteon   |
|  |             |
|  | Orkoraptor  |
|  |             |